# UGC De Brouckère
L'UGC De Brouckère est un cinéma situé au cœur de Bruxelles devant la place de Brouckère.
La salle Grand Eldorado est classée au patrimoine culturel de Belgique depuis le 28 avril 1994.

## Histoire
En 1906, le numéro 36 de la place de Brouckère est converti en salle de cinéma et est appelé Cinéma Américain ; il est renommé Cinéma des Princes en 1915. Le Cinéma Eldorado est construit à sa place en 1931 et 1932 par l’architecte Marcel Chabot dans le style art déco. Sa salle, composée d’un parterre et d’un balcon compte plus de 2700 places et ses murs latéraux sont décorés de sculptures brillantes et dorées, de Maurice Wolf de Van Neste, illustrant l’imagerie coloniale du Congo belge des années 1930,.
Sa façade est refaite en 1938, sous la direction des architectes Léon Stynen et Grosemans.
Dans les années 1970, avec la compétition de la télévision, les cinémas du centre-ville réduisent la taille de leurs salles pour en augmenter le nombre. En 1977, l’Eldorado absorbe le Scala, cinéma voisin du numéro 30-32, formant ainsi un complexe de sept salles.
Après des travaux en 1992, le cinéma ouvre de nouveau ses portes sous le nom d’UGC De Brouckère et compte douze salles allant de  92 à 766 places. La salle Grand Eldorado est restaurée sous la direction de l’architecte Alberto Cattani et est équipée d’un écran de 130 m2 et de 766 places, son éclairage est notamment repensé pour mettre en valeur ses corniches.
Une fresque monumentale réalisée par l'artiste belge Guy Peellaert en hommage au cinéma est présentée dans le hall du bâtiment depuis sa réalisation en 1992.
Le 20 octobre 2011, l’UGC De Brouckère fait, en grande pompe, la première mondiale du film Les Aventures de Tintin : Le Secret de La Licorne de Steven Spielberg d’après l’œuvre d’Hergé.

## Accès
| ___ | Ce site est desservi par la station de métro : De Brouckère. |